# NGC 3270
NGC 3270 is een balkspiraalstelsel in het sterrenbeeld Leeuw. Het hemelobject werd op 10 april 1785 ontdekt door de Duits-Britse astronoom William Herschel.

## Synoniemen
- UGC 5711
- MCG 4-25-29
- ZWG 124.34
- KARA 423
- IRAS10287+2507
- PGC 31059